# Stemma del Portogallo
Lo stemma del Portogallo è il simbolo di stato ufficiale della Repubblica del Portogallo; nella sua versione attuale è stato ufficialmente adottato, insieme alla bandiera, il 30 giugno 1911.

## Descrizione
Al centro dello stemma uno scudo con fondo bianco contiene altri cinque scudi più piccoli di colore blu, disposti in quinconce a formare una croce. Ognuno di questi scudi contiene a sua volta cinque bisanti color argento.
Lo scudo è bordato di rosso con all'interno raffigurati sette piccoli castelli d'oro a tre torri. La figura si trova sopra una sfera armillare di colore oro rifinita di nero. Sono inoltre presenti due nastri di colore rosso e verde, a richiamare i colori della bandiera nazionale.
A contornare lo stemma, degli elaborati rami di alloro. È frequentemente utilizzata anche una versione semplificata del simbolo, priva del contorno (si può in questa forma ritrovare ad esempio come elemento centrale della bandiera nazionale). La versione per uso militare aggiunge alla base il motto, tratto dai Lusiadi, Esta è a ditosa Pátria minha amada ("Questa è la mia patria famosa ed amata").

## Simbologia
Il blasone del Portogallo contiene al suo interno numerosi riferimenti simbolici alla storia del paese. Tradizionalmente l'adozione dei cinque scudi azzurri centrali è attribuita a Alfonso I Henriques, che avrebbe avuto prima della Battaglia di Ourique del 1139 una visione di Gesù Cristo in croce, che gli avrebbe profetizzato la vittoria se avesse modificato il suo stemma, in precedenza composto da una croce azzurra in campo bianco. I cinque scudi rappresenterebbero le cinque ferite ricevute da Gesù durante la crocifissione; sommando i bisanti all'interno degli scudi (e contando anche gli scudi stessi) si ottiene inoltre il numero trenta, rappresentante i denari ricevuti da Giuda dai sacerdoti per tradire il Messia.
La tradizione è tuttavia controversa, dato che al numero cinque, ricorrente nello stemma (è per questo motivo noto anche come Quinas, che in portoghese sta per "gruppo di cinque elementi") sono stati attribuiti anche diversi significati. Esso infatti rappresenterebbe, secondo diverse letture, le cinque ferite ricevute da Alfonso I durante la battaglia, o i cinque re moreschi da lui sconfitti.
I sette castelli posti sul bordo rosso tradizionalmente rimandano alle vittorie dei re portoghesi contro i Mori durante la Reconquista, ed in particolare di Alfonso III contro il Regno di Algarve, ultimo dominio arabo sul territorio portoghese.
La sfera armillare rappresenta le scoperte geografiche compiute dagli esploratori portoghesi tra il XV e il XVI secolo.

## Storia
Lo stemma portoghese è uno dei più antichi ancora utilizzati in Europa, le cui origini si possono far risalire al XII secolo. Sebbene sia infatti incerto se la prima adozione dei cinque scudi azzurri sia realmente dovuta all'episodio del sogno premonitore di Alfonso I, è certo che il re fu il primo a modificare il proprio armoriale adottando questo simbolo caratteristico, nella sua versione originale (i due scudi laterali erano con la punta rivolta verso il centro).
L'ascesa al trono di Alfonso III nel 1248 introdusse nello stemma la bordura rossa ed i castelli dorati (forse richiamanti le insegne di Regno di Castiglia, dato che la madre di Alfonso, Urraca, proveniva proprio da quella regione). In origine di numero non precisato, essi divennero ufficialmente dodici sotto Alfonso IV ed infine sette sotto Sebastiano I.
Nel 1385 l'ascesa al trono di Giovanni I, appartenente alla casata di Aviz portò ad una piccola modifica del bordo, dove ai castelli vennero aggiunti quattro gigli verdi, simboleggianti l'Ordine di Aviz, di cui il nuovo sovrano era Maestro. Nel 1485 Giovanni II apportò nuove modifiche al simbolo reale, i cui scudi vennero sistemati tutti in posizione verticale e i cui bisanti vennero codificati in 25.
A partire dal XVI secolo divenne comune associare allo stemma una corona reale, che nel 1667 venne da Pietro II codificata come avente cinque archi.
La sfera armillare, già parte del blasone personale di Manuele I ed associata in diversi stemmi del Portogallo coloniale, venne adottata come parte integrante dello stemma nazionale solo nel 1816, con l'elevazione del Brasile a regno e la conseguente la creazione del Regno Unito di Portogallo, Brasile e Algarves ad opera di Giovanni VI.
La versione attuale dello stemma venne ufficialmente adottata dopo la nascita della Prima Repubblica portoghese nel 1911, e venne mantenuta anche durante il regime autoritario dell'Estado Novo. Con la Rivoluzione dei Garofani del 1974, lo stemma venne nuovamente confermato come simbolo di stato.
Dal 2007 la squadra vincitrice del campionato portoghese di calcio è autorizzata ad apporre sulla propria maglia per l'anno successivo una piccola versione dello stemma nazionale, analogamente a quanto avviene con lo scudetto nel campionato italiano.

## Evoluzione dello stemma

Prima versione di Alfonso I (1139)
Versione adottata da Alfonso III (1248)
Stemma del regno sotto la casa di Aviz (1385-1481)
Versione adottata da Giovanni II (1485)
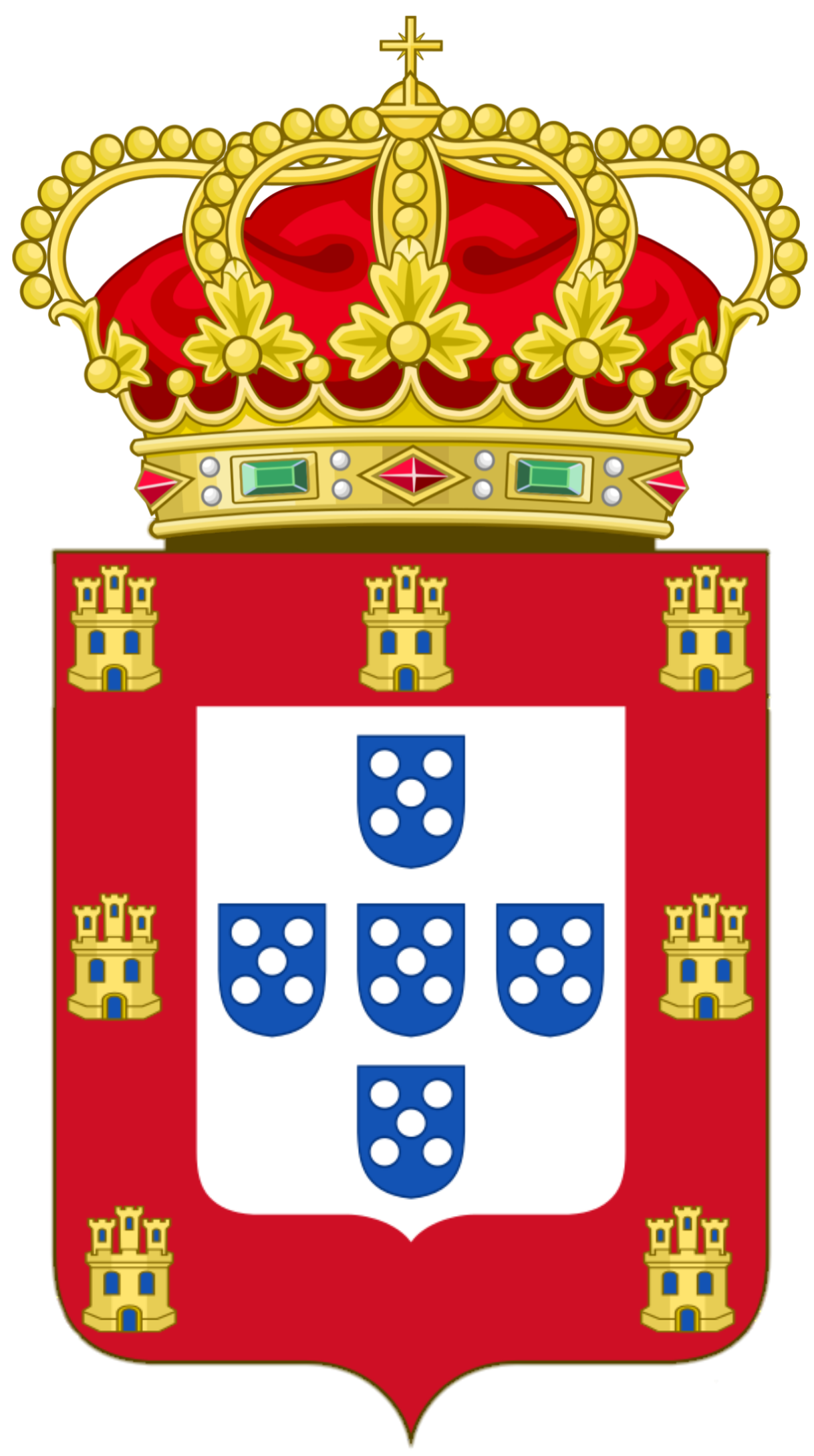
Versione con corona reale (XVII sec.)
Stemma del Regno Unito di Portogallo, Brasile e Algarves (1816)

## Altre versioni

Versione semplificata (in uso sulla bandiera nazionale)
Versione militare, compresa di motto